# Oonopsis
Oonopsis là một chi thực vật có hoa trong họ Cúc (Asteraceae).

## Loài
Chi Oonopsis gồm các loài: